# 큰자유꼬리박쥐
큰자유꼬리박쥐(Nyctinomops macrotis)는 큰귀박쥐과에 속하는 박쥐의 일종이다. 남아메리카와 북아메리카 그리고 중앙아메리카에서 발견된다. 날개폭은 435mm, 평균 몸길이는 140mm이다. 바위 또는 협곡 지역의 바위틈에서 모여 생활한다. 빠르고 힘있는 비행하는 이동성 동물로 때로는 캐나다와 같은 북쪽 멀리까지 여행하는 개체도 발견된다. 사망률과 수명에 대해서는 잘 알려져 있지 않다. 한겨울에 번식을 하는 것으로 추정되지만, 일부 종은 좀더 따뜻한 위도에서도 번식을 한다. 6월 중순부터 7월초 사이에 한 마리의 새끼를 낳는다. 암컷들은 새끼를 돌보는 작은 무리를 형성하고, 새끼는 거의 완전히 자라기 전까지는 그 무리를 떠나지 않는다. 주로 곤충을 먹는 것으로 추정되지만, 아직 충분한 정보가 수집되지 못하고 있다. 큰자유꼬리박쥐는 저녁 늦게 둥지를 떠나 높은 고도에서 먹이를 찾는다.